# Kameo: Elements of Power
Kameo: Elements of Power è un videogioco d'avventura della Microsoft per Xbox 360.

## Trama
La trama del videogioco narra di due fantasiose terre comandate da due razze mitologiche estremamente differenti tra loro: gli elfi e i troll. I primi sono i possessori dei poteri magici e sono governati dal saggio Re Solon che comanda i dieci potenti guerrieri elementali, mentre i secondi presiedono la tecnologia e la scienza e hanno come comandante il possente Thorn. Un giorno queste due nazioni si incontrarono e all'inizio s'instaurò un legame pacifico e costruttivo; ma Thorn non sembrava voler cedere troppo facilmente le sue tecnologie agli elfi, anche perché non vedeva di buon occhio Solon. Accadde poi che Solon morì e Thorn decise di approfittare di questo momento di debolezza del popolo elfico per dichiargli guerra. La regina Theena, ormai vedova, dovette scegliere tra le sue due figlie, quella che sarebbe stata degna di ricevere il potere di controllare i guerrieri elementali. La regina scelse la giovane Kameo, ma sua sorella, la terribile strega Kalus non accettò la decisione della madre e si ribellò, rapendo tutta la sua famiglia (tranne Kameo) e alleandosi con Thorn. Inizia così il viaggio della protagonista, che cercherà di risvegliare i poteri dei guerrieri elementali, per fronteggiare il signore dei troll e la sorella traditrice.

## Modalità di gioco
La protagonista sarà portata a combattere contro orde intere di troll che la attaccheranno in massa. Kameo però, potrà difendersi, trasformandosi in un guerriero elementale e utilizzando i suoi poteri e le sue capacità.
I guerrieri sono in tutto dieci e vantano di diverse abilità e difetti che cercheranno di mettere alla prova le capacità tattiche del giocatore.